# Oliver Stockwell
Oliver Stockwell (* 7. Juni 2002 in Welwyn Garden City) ist ein britischer Radrennfahrer, der im Straßenradsport aktiv ist.

## Sportlicher Werdegang
Mit dem Wechsel in die U23 wurde Stockwell 2022 Mitglied im Cycling Team Friuli, dem Nachwuchsteam des UCI WorldTeams Bahrain Victorious. Beim Grand Prix Slovenian Istria 2022, seinem ersten Rennen in der Elite, verpasste er als Zweiter knapp seinen ersten Sieg. 2024 stand er als Etappenzweiter bei der Ronde de l’Isard erneut auf dem Podium und erreichte mit dem fünften Platz auch ein Spitzenergebnis in der Gesamtwertung.
Zur Saison 2025 erhielt Stockwell einen Profivertrag beim UCI WorldTeam von Bahrain Victorious.

## Erfolge
2019
- Mannschaftszeitfahren Sint-Martinusprijs Kontich

2022
- Mannschaftszeitfahren Giro della Regione Friuli Venezia Giulia